# Тремтіння землі 3: Повернення в Перфекшн
«Тремтіння землі 3: Повернення в Перфекшн» (англ. Tremors 3: Back to Perfection) — американський фільм Брента Медока, знятий 2001 року.

## Сюжет
Шукач пригод Берт Гаммер повертається до свого рідного містечка Перфекшн, штат Невада. Він полював на шрайкерів у Ель-Чако, Аргентина, а тим часом міське обладнання для відстеження діяльності грабоїдів вийшло з ладу через недбалість місцевих жителів: Мігеля, Ненсі Стернгуд та її доньки Мінді. Новий мешканець містечка, Джек, влаштовує атракціони для туристів. Одного дня під час одного з турів Джекового помічника Буфорда з'їдає справжній грабоїд. Джеку, Мінді та клієнтам Джека вдається втекти, щоб попередити місто, і Берт визначає, що в регіоні з'явилися три грабоїди.
Мешканці готуються повбивати істоти, але втручаються урядові агенти Чарлі Раск, Френк Статлер і палеонтолог доктор Ендрю Мерлісс, які стверджують, що грабоїди — це зникаючий вид, тому вбивати їх не можна. Джеку вдається домовитися з агентами, що якщо вони захоплять одного живого грабоїда, Берту та жителям Перфекшена буде дозволено вбити решту двох. Берт неохоче погоджується, і вони з Джеком збираються зловити грабоїда в пастку, а агенти покидають їх. Мелвін Плагг, Бертовий товариш, який вижив після перших нападів, звертається до Берта в надії купити його землю. Після того, як він відмовляється, грабоїд атакує Берта й проковтує його цілком. Джек негайно заманює грабоїда до будинку Берта, змушуючи його розбитися об підземні бетонні бар'єри. Потім він розрізає черево грабоїда бензопилкою, звільняючи Берта.
Пізніше Берт, Джек, Джоді та Мігель знаходять важко пораненого Мерліса; він пояснює, що він і урядові агенти потрапили в засідку шрайкерів. Коли герої вирушають на пошуки шрайкерів, їх заганяє на скелі грабоїд-альбінос, пізніше названий Ель Бланко. Мігель робить висновок, що Ель Бланко безплідний і не може народжувати шрайкерів. Віднадивши Ель Бланко, герої виявляють, що шрайкери полиняли та відростили крила. До того ж чудовиська здатні високо підстрибувати завдяки вибуховій реакції в організму, за що їм дають назву «ессбластери». Один ессбластер вбиває Мігеля, але потім розбивається об металеву огорожу. Виявляється, що ессбластери відкладають яйця грабоїдів, поширюючи їх на великій території. Тим часом на Ненсі та Мінді в місті нападає ессбластер, вони ховаються в морозильній камері, відволікаючи істот їжею.
Використовуючи матрац як прикриття від інфрачервоного бачення ессбластерів, група потрапляє до будинку Берта. Та вони не затримуються там надовго, бо в будинок намагається проникнути ессбластер. Щоб не дати йому розмножуватися, Берт підтриває будинок. Група втікає на звалище, де вирішує, що займисті речовини в тілі ессбластерів є їхньою слабкістю. Герої майструють гармату з якої вбивають чотирьох ессбластерів, але на Берта нападає Ель Бланко. Зрозумівши, що Ель Бланко приманює годинник Берта, Джек причіпляє його до останнього ессбластера. Ель Бланко проковтує істоту.
Наприкінці Ненсі вдається продати одного схопленого ессбластера, а Джек зав'язує романтичні стосунки з Джоді, на розчарування Мінді, що була в нього закохана. Тим часом Мелвін знову хоче купити в Берта землю, але Берт повідомляє йому, що оскільки тепер там живе Ель Бланко, то містечко Перефекшен буде перетворено на заповідник грабоїдів. Берт залишає Мелвіна стояти на камінні, а Ель Бланко повзає навколо.

## Персонажі
| Персонаж       | Актор/Актриса  |
| -------------- | -------------- |
| Берт Гаммер    | Майкл Гросс    |
| Джек Соєр      | Шон Крістіан   |
| Ронда Лебек    | Фін Картер     |
| Джуді          | Сюзан Чонг     |
| Мелвін Плаг    | Бобі Джейкобі  |
| Ненсі Стернгуд | Шарлот Стюарт  |
| Мігель         | Тоні Дженарос  |
| Мінді Стернгуд | Аріана Річардс |